# Loimaa
Loimaa (historisk svensk benämning Loimijoki ) är en stad i landskapet Egentliga Finland. Loimaa har 16 032 invånare och omfattar en yta på 851,93 km².
Loimaa är en enspråkigt finsk kommun.

## Historia
Loimaa ligger i det historiska finska landskapet Satakunda. Loimaa har historiskt tillhört Loimijoki härad.
Loimaa köping utbröts ur Loimaa kommun 1921. 1 januari 1951 överfördes till köpingen från landskommunen ett område med 1 547 invånare. Loimaa blev stad den 1 januari 1969.
Den 1 januari 2005 slogs Loimaa stad samman med Loimaa kommun. Den 1 januari 2009 slogs Loimaa stad samman med Alastaro och Mellilä.

## Politik

### Mandatfördelning i Loimaa stad, valen 1976–2021
| 9 | 4 | 3 | 3 | 2 | 6 |

| 8 | 4 |  | 3 | 3 | 2 | 6 |

| 8 | 3 |  | 5 |  | 9 |

| 8 | 4 | 6 |  | 8 |

| 7 | 6 | 5 |  | 8 |

| 6 | 3 |  | 5 | 12 |

| 6 | 3 | 2 | 5 |  | 10 |

| 9 | 3 |  | 2 | 17 | 13 |

| 29 | 16 |

| 8 | 3 |  | 2 | 16 | 13 |

| 35 | 8 |

| 7 | 3 |  | 5 | 16 | 11 |

| 30 | 13 |

| 7 | 5 |  | 4 | 14 |  | 11 |

| 27 | 16 |

| 4 | 4 | 5 | 6 | 11 |  | 6 |

| 24 | 13 |

### Vänorter
Loimaa är en del av den äldsta vänortsavtal i hela Norden och stadens nuvarande vänorter är:
- Mosfellsbær
- Skien
- Thisted
- Uddevalla
- Jõhvi
- Staraja Russa

## Demografi

### Befolkningsutveckling
| Befolkningsutvecklingen i Loimaa stad 1975–2020                                                              | Befolkningsutvecklingen i Loimaa stad 1975–2020 | Befolkningsutvecklingen i Loimaa stad 1975–2020 | Befolkningsutvecklingen i Loimaa stad 1975–2020 | Befolkningsutvecklingen i Loimaa stad 1975–2020 |
| --- | ----------------------------------------------- | ----------------------------------------------- | ----------------------------------------------- | ----------------------------------------------- |
| |                                                 |                                                 |                                                 |                                                 |
| År |                                                 |                                                 | Folkmängd                                       |                                                 |
| 1975 | 1975                                            |                                                 | 19 133                                          |                                                 |
| 1980 | 1980                                            |                                                 | 18 612                                          |                                                 |
| 1985 | 1985                                            |                                                 | 18 564                                          |                                                 |
| 1990 | 1990                                            |                                                 | 18 457                                          |                                                 |
| 1995 | 1995                                            |                                                 | 18 042                                          |                                                 |
| 2000 | 2000                                            |                                                 | 17 585                                          |                                                 |
| 2005 | 2005                                            |                                                 | 17 300                                          |                                                 |
| 2010 | 2010                                            |                                                 | 16 916                                          |                                                 |
| 2015 | 2015                                            |                                                 | 16 467                                          |                                                 |
| 2020 | 2020                                            |                                                 | 15 770                                          |                                                 |
| Anm: Uppgifterna avser förhållandena den 31 december nämnda år enligt områdesindelningen den 1 januari 2022. |                                                 |                                                 |                                                 |                                                 |

## Personer från Loimaa
- Anja Pohjola, skådespelare
- Matti Sauramo, geolog

## Bilder

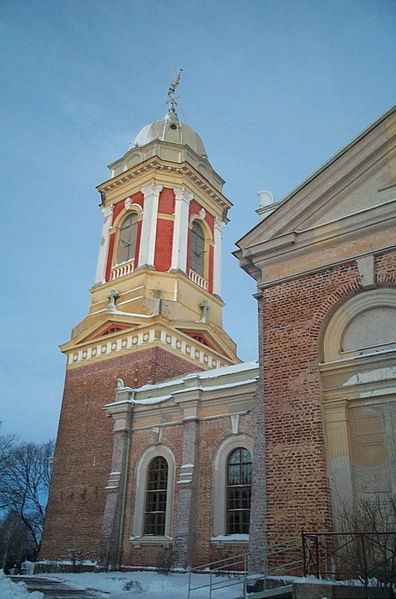
Kanta-Loimaa kyrka.
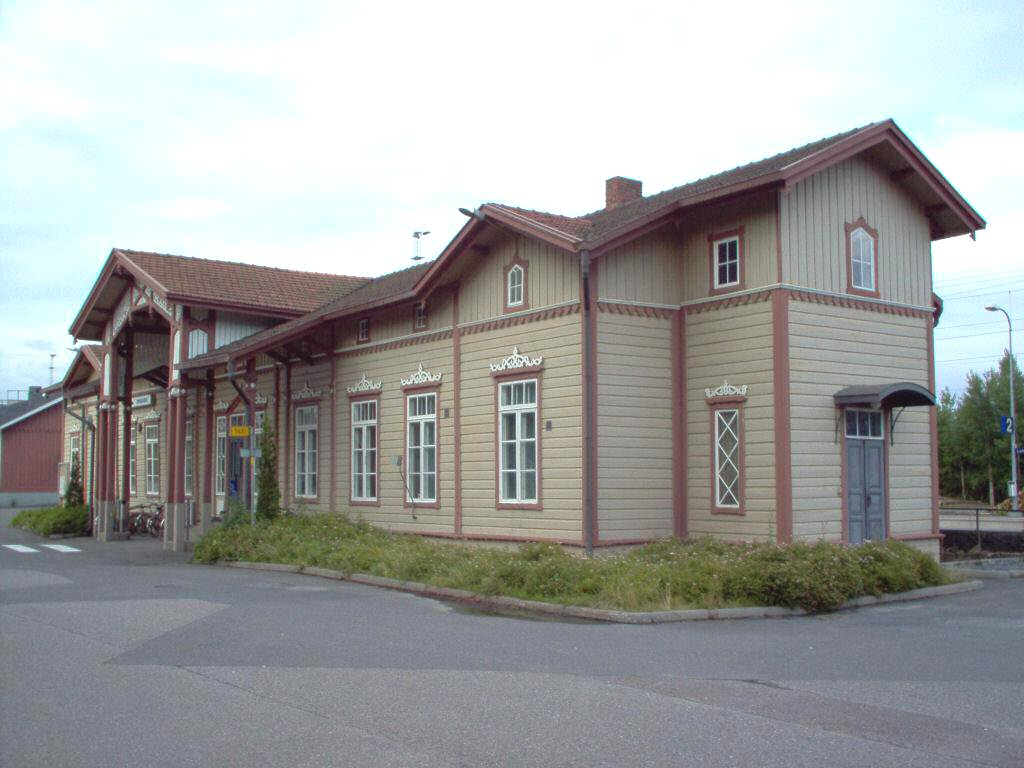
Loimaa station.
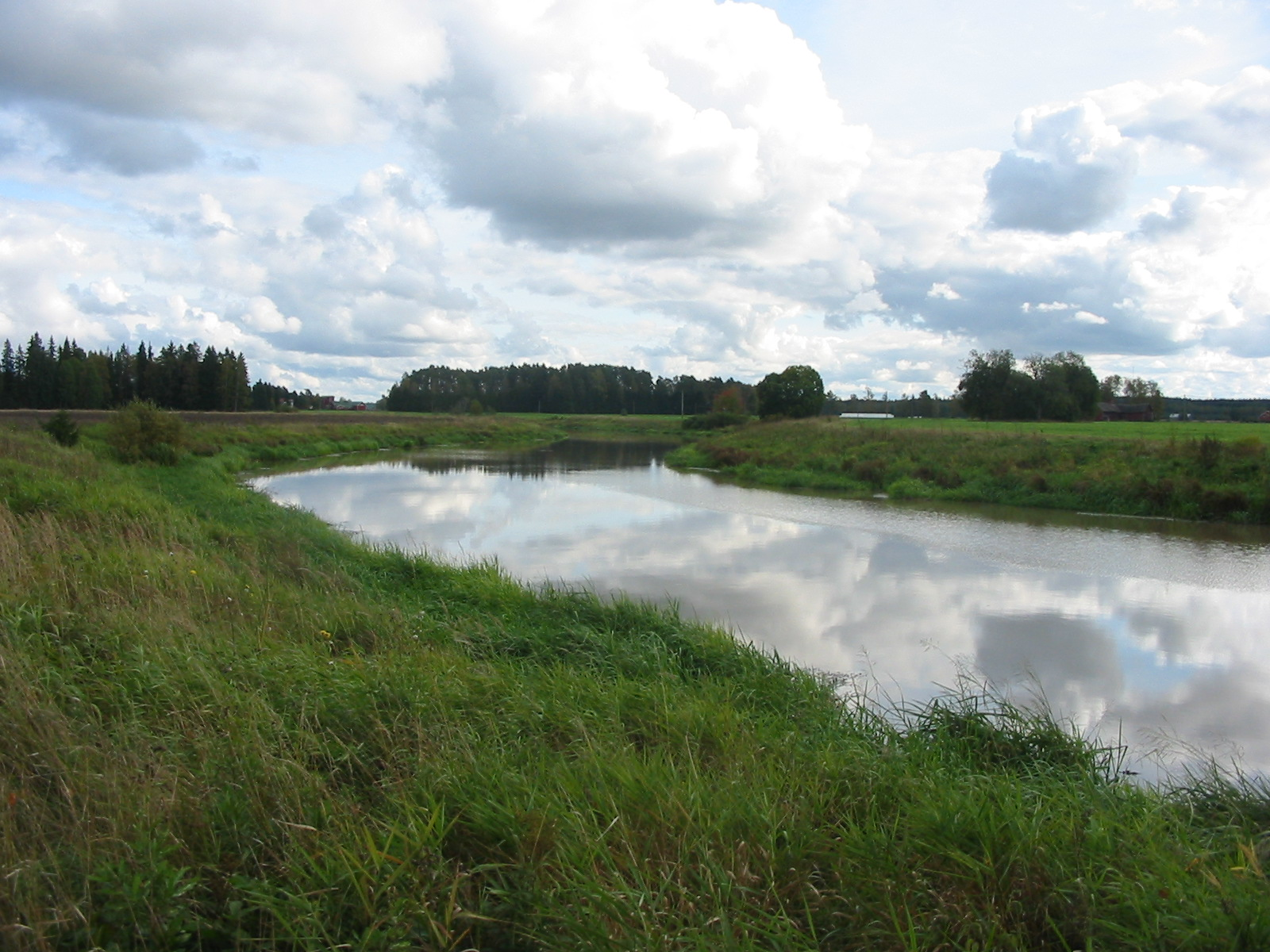
Ån Loimijoki.